# Barabás Márton (festő)
Márkosfalvai Barabás Márton (Pusztaszőreg, 1893. május 1. – Toronto, Kanada, 1974. november 7.) magyar festő. Unokája Barabás Márton festő, szobrász.

## Életútja
Barabás Márton Barabás Miklós arcképfestő unokaöccse. Képzőművészeti tanulmányokat a budapesti Magyar Képzőművészeti Főiskolán folytatott 1911-1914 közt, közben Münchenben a Bajor Királyi Akadémián Franz von Stuck (1863-1928) és Heckel voltak a mesterei. 1918-1919-ben fejezte be tanulmányait Budapesten. Tanulmányutakon járt Párizsban, Velencében, majd nyaranként a dachaui művésztelepen alkotott. Festett Erdélyben, s különböző olasz városokban. A második világháború után kivándorolt az Amerikai Egyesült Államokba, majd 1959-ben Torontóban telepedett le.

## Munkássága
Falusi tájait, munkajeleneteit erős folklorisztikus érdeklődés jellemezte. Erdélyben a székely népélet jelenetei és az erdélyi tájak ihlették. Nagyméretű vásznat festett a kalotaszegi konfirmációról. Kiváló arcképfestő is volt, megbízást kapott a román király arcképének megfestésére is. Sikeresek voltak Magyarországon bemutatott képei, amelyekből vásárolt a Magyar Nemzeti Galéria, a budapesti Vármegyeháza (1943-ban falképeket festett a Vármegyeháza könyvtártermébe), a Hadtörténeti Múzeum és a szegedi Móra Ferenc Múzeum. A tengeren túl, Youngstownban a ferences kápolnának készítette el a csíksomlyói Boldogasszony képét, Los Angelesben a Szent István templomban őrzik nagyméretű Magyar szentek című alkotását, amelyet a helybeli Római Katolikus Magyar Egyesület vásárolt meg tőle. 1967-ben alkalma nyílt egyéni kiállítást rendezni a Los Angeles-i Bognár Galériában. Később Amerikában és Kanadában hegyvidéki tájképek festésére szakosodott, megfestette Grand Canyont, a Niagara-vízesést, stb.